# Claude Lanzmann
Claude Lanzmann (Paris,  27 de novembro de 1925 – Paris, 5 de julho de 2018) foi um cineasta francês conhecido pelo documentário Shoah (1985).

## Carreira
Claude foi editor chefe da revista Les Temps Modernes, fundada por Jean-Paul Sartre e Simone de Beauvoir, e professor da European Graduate School em Saas-Fee, na Suíça. Em 2009, ele publicou suas memórias sob o título Le lièvre de Patagonie ("A Lebre da Patagônia").
Claude faleceu em 5 de julho de 2018, aos 92 anos, na sua casa de Paris, depois de ter estado muito fraco por vários dias. 